# Comuna Slobidka-Kulcievețka, Camenița
Slobidka-Kulcievețka (în ucraineană Слобідка-Кульчієвецька) este o comună în raionul Camenița, regiunea Hmelnîțkîi, Ucraina, formată din satele Borîșkivți, Jovtneve, Olenivka și Slobidka-Kulcievețka (reședința).

## Demografie
Componența lingvistică a comunei Slobidka-Kulcievețka
     Ucraineană (98,08%)
     Rusă (1,81%)
     Alte limbi (0,06%)
Conform recensământului din 2001, majoritatea populației comunei Slobidka-Kulcievețka era vorbitoare de ucraineană (98,08%), existând în minoritate și vorbitori de rusă (1,81%).